# Château de Sibra
Le château de Sibra est une demeure située sur le territoire de la commune de Lagarde, dans le département français de l'Ariège. Il s'agit d'une maison forte largement remaniée au XIXe siècle, inscrite aux monuments historiques depuis 2004.

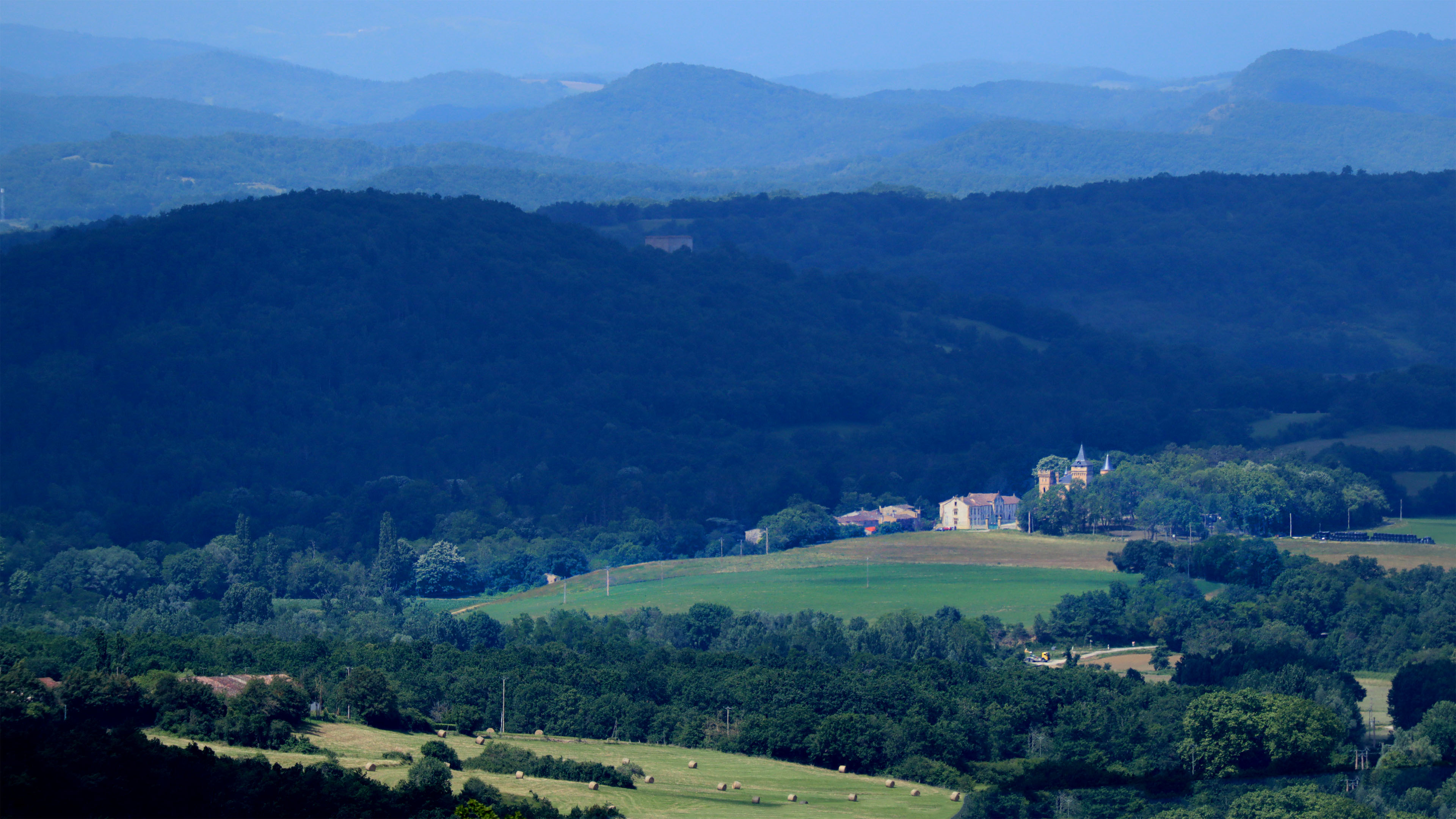

## Historique
Le château est bâti sur une propriété seigneuriale appartenant à l'abbaye de Camon, dont le propriétaire, Louis de George, est anobli à la fin du XVIe siècle. En 1706, la seigneurie est reprise par les religieux de Camon. 
Le domaine redevient ensuite propriété des George, devenus De Saint-Georges, jusqu'en 1811 où il est racheté par la famille Espert, dont Pierre Espert, dit de Sibra, général d'Empire, est le membre le plus éminent. 
En 1878, Joseph Paul François Villary dit de Fajac acquiert le site aux enchères, et remanie fortement le château, lui donnant son style actuel. Les travaux sont réalisés par un entrepreneur local et un architecte de Toulouse, Louis Mortreuil.
Le château ainsi que son parc et l'intégralité des annexes et fabriques qui s'y trouvent sont inscrits au titre des monuments historiques par arrêté du 7 juillet 2004.
En 2017, le château devient propriété de l'architecte suisse Sybille Thomke qui y fait d'importants travaux, aménage des chambres et installe un restaurant,.

## Architecture

### Le château
La maison forte initiale a été fortement remaniée à la demande du propriétaire Villary de Fajac. Les travaux, réalisés par l'architecte toulousain Mortreuil, suivent les principes de l'éclectisme en vogue au XIXe siècle. Le château possède notamment des crénelages et mâchicoulis d'inspiration médiévale, des ouvertures de type de Renaissance. Un médaillon ovale en relief, sur la façade donnant sur le parc, magnifie saint Georges terrassant le dragon. Les ornements en terre cuite sont des réalisations de la fabrique Virebent ; ils agrémentent notamment d'importantes cheminées intérieures. Les vitraux sont signés Saint-Blancat. Les tapisseries sont fournies par le décorateur parisien Tétrel.

### Le parc
Le domaine abrite un parc paysager de 15 ha, élaboré à partir de 1883 par un paysagiste inconnu, et comprenant un nombre important d'espaces végétales parfois originales (gingko biloba, sophora, hêtre pleureur...). Il est également agrémenté de pièces d'eau, de plusieurs fabriques de jardin, d'un ancien rucher-miellerie de 80 ruches, d'un relais de chasse, d'un obélisque et d'une grotte artificielle.